# Эскадронный переулок (Санкт-Петербург)
Эскадро́нный переулок — переулок в Петроградском районе в Санкт-Петербурге. Проходит от Пионерской улицы в сторону Большой Разночинной улицы.

## История
С 1850-х годов носила название Кадетский переулок, так как переулок выходил к Павловскому кадетскому училищу. Современное название Эскадронный переулок присвоено 5 марта 1871 года, связано с тем, что в Павловском кадетском училище, как указано в источнике, было «первое основание дворянского кавалерийского эскадрона».
16 января 1964 года переулок был упразднён. 5 июня 2001 года название было восстановлено.